# قرار مجلس الأمن التابع للأمم المتحدة رقم 1407
قرار مجلس الأمن التابع للأمم المتحدة رقم 1407، الذي تم تبنيه بالإجماع في 3 مايو 2002، بعد التذكير بالقرارات المتعلقة بالوضع في الصومال، ولا سيما القرار 733 (1992)، وطلب المجلس من الأمين العام إنشاء فريق لتقييم متطلبات فريق خبراء لرصد انتهاكات حظر الأسلحة المفروض على البلاد.

## القرار

### أعمال
بموجب الفصل السابع من ميثاق الأمم المتحدة، وجه المجلس الأمين العام كوفي عنان إلى تشكيل فريق من خبيرين لمدة 30 يومًا في غضون شهر واحد من اتخاذ القرار الحالي للقيام بالأعمال التحضيرية لإنشاء فريق خبراء تقديم معلومات عن انتهاكات حظر الأسلحة المفروض على الصومال وتقديم توصيات.
وطالب المجلس بأن يحقق الفريق في انتهاكات حظر توريد الأسلحة برا وجوا وبحرا؛ معلومات تفصيلية تتعلق بالانتهاكات وإنفاذ الحظر؛ إجراء البحوث الميدانية في الصومال ودول أخرى؛ تقييم قدرة الدول في المنطقة على التنفيذ الكامل لحظر توريد الأسلحة، بما في ذلك عن طريق مراجعة الجمارك الوطنية ومراقبة الحدود؛ والتوصية بخطوات لتعزيز إنفاذها. وطُلب من الرئيس أن يرفع تقرير فريق الخبراء إلى المجلس حيث ستتم دراسة نتائجه والعمل على أساسها بحلول نهاية تموز / يوليو 2002. كما طلب التعاون الكامل من الدول المجاورة، والحكومة الوطنية الانتقالية في الصومال وغيرها من الكيانات أو الأفراد من خلال توفير الوصول دون عوائق إلى المعلومات لفريق الخبراء ورئيس اللجنة؛ وكان يتعين إبلاغ المجلس بحالات عدم الامتثال.
كما أصدر القرار تعليماته إلى الأمين العام للمساهمة في رصد وإنفاذ حظر الأسلحة من خلال التعاون مع الحكومة الوطنية الانتقالية والسلطات المحلية والزعماء المدنيين أو الدينيين. وطُلب من جميع الدول تقديم معلومات عن انتهاكات الحظر وطُلب منها كذلك الإبلاغ في غضون 60 يومًا ووفقًا لجدول زمني بعد ذلك عن التدابير التي اتخذتها لتنفيذ حظر الأسلحة.

## روابط خارجية
- نص القرار في undocs.org